# Хула (танець)

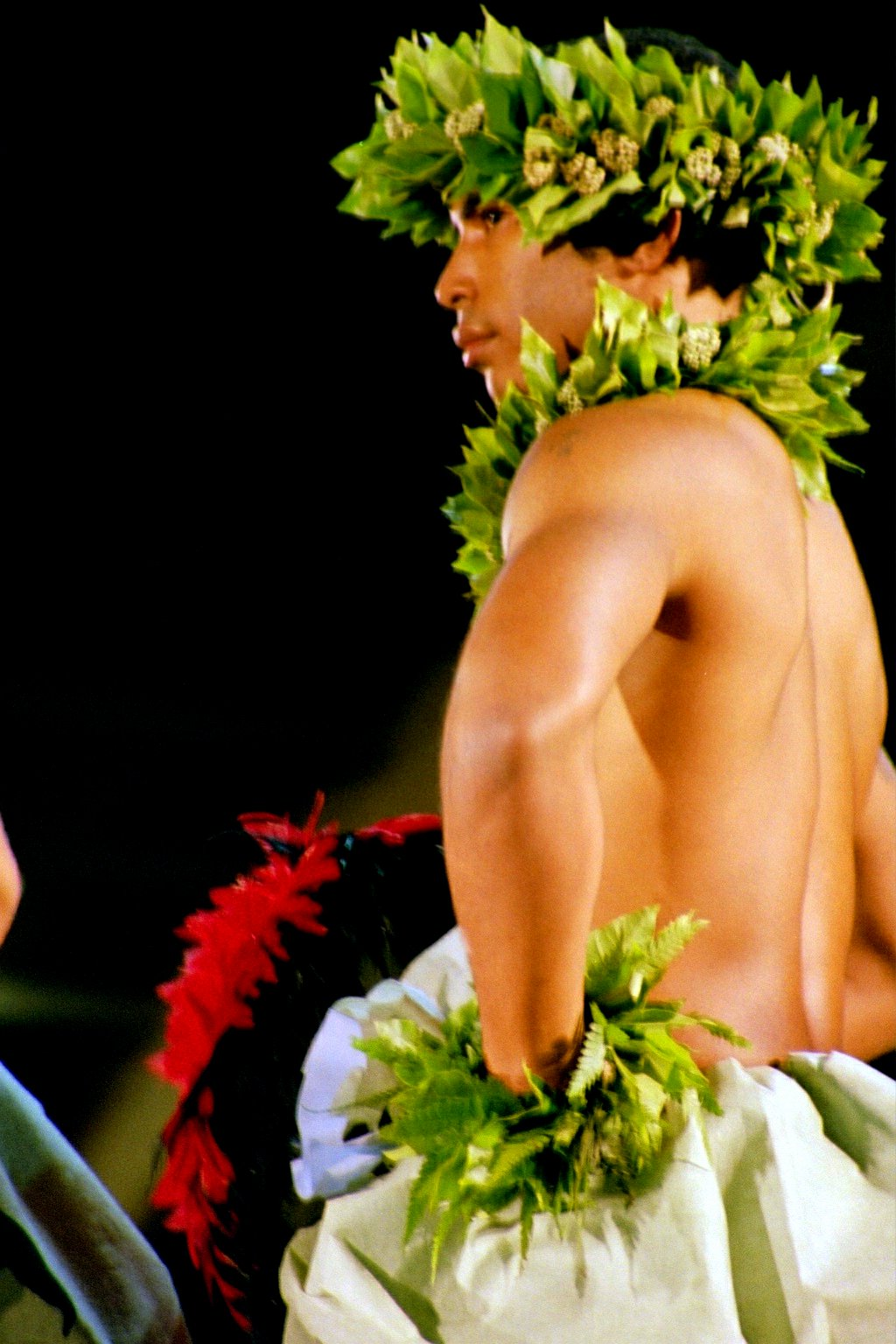
Танцюрист, виконувач танцю хула на одному з гавайських фестивалів.

Хула (гав. hula) — гавайський танець, супроводжуваний співом, відомим під назвою меле (гав. mele). Виділяється кілька різновидів танцю:
- кахіко (гав. kahiko) — стародавній різновид танцю хула, який виконувався до появи на Гавайських островах перших європейців;
- ауана (гав. 'auana) — різновид хули, що сформувалася в XIX—XX століттях під впливом західної культури. Виконання цього виду хули супроводжується співом та грою на «західних» музичних інструментах: гітарі, укулеле та контрабасі.

## Історія танцю
У гавайській міфології збереглося кілька легенд, в яких розповідається про походження танцю. Згідно з однією з них, хула була створена гавайської богинею Лаку на острові Молокаї, недалеко від священного місця Каана. Відповідно до іншої історії, танець хула був придуманий героєм на ім'я Хіїака, який своїм танцем намагався заспокоїти свою гнівну сестру, богиню вулканів Пеле. Відповідно до третьої легенди, хула був придуманий самою богинею Пеле, яка намагалася врятуватися від своєї сестри Намакаокахаї (богині океанів). Знайшовши острів Гаваї, де їй не загрожували морські хвилі, вона залізла на один з кратерів і станцювала там в честь своєї перемоги перший танець хула.
З появою на островах в 1820 році американських протестантських місіонерів хула був заборонений як язичницький танець.  Цій же забороні послідували і алії, представники гавайської аристократії. Проте в роки правління короля Девіда Калакауа (1874 — 1891), який приділяв велику увагу збереженню гавайських традицій, танець був відроджений.  Подальше заступництво танцю надала принцеса Рут Кееліколані, яка надавала великого значення відродженню вмираючої культури предків під натиском іноземців та західного впливу. В результаті був створений особливий вид хули, куї (в перекладі з гавайської мови — «змішання старого і нового»).
На початку XX століття традиція хули зазнала значних змін у зв'язку з напливом на Гавайські острови численних туристів. В результаті хула стала однією з туристичних розваг і визначних пам'яток Гаваїв. 

## Хула кахіко

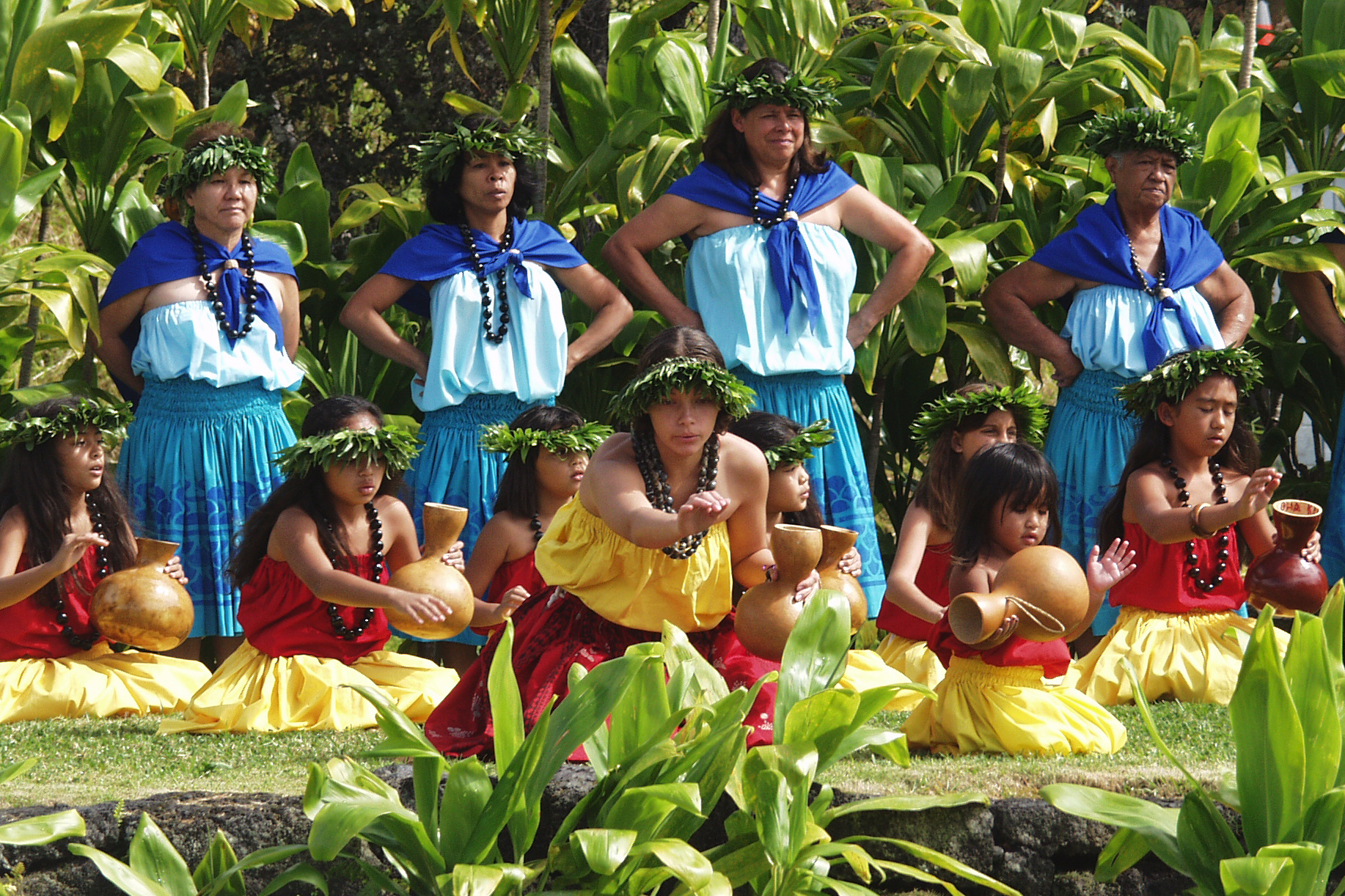
Хула кахіко.

Кахіко, яким, як правило, позначають різновиди танцю хула, що з'явилися до 1893 року, і в яких не використовуються сучасні музичні інструменти, включає в себе велику різноманітність стилів та форм виконання, від урочистих різновидів до досить фривольних. Значна частина хул того періоду була придумана для вихваляння традиційних вождів, тому виконувалися вони або в їх честь, або для їх розваги.  Серед різновидів кахіко виділяють алаапапа (гав. 'āla'apapa), хаа (гав. ha'a), олапа (гав. 'olapa) та ін.
Частина хул виконувалася на різних релігійних святах иа церемоніях, що проходили на території гавайських храмів хеїау. При цьому будь-яка помилка виконавця під час танцю вважалася поганим знаком. Тому все гавайці, які навчалися хулі, ізолювались від світу і ставилися під захист богині Лаку. Школа танцю називалася халау (гав. hālau), а викладачів — куму (гав. kumu; куму перекладається як  «джерело знань»).
При виконанні танцю танцюристи ділилися на дві групи. Перша група, або олапа (гав. olapa), об'єднувала танцюристів, які здійснювали активні рухи (іноді у супроводі музики); друга група, або хоопаа (гав. hoopa'a), складалася з виконавців, які сиділи на землі або колінах, грали на музичних інструментах та брали активну участь в співі.
За сигналом куму, який сидів в групі хоопаа, поо-пуаа (гав. poo-pua'a), лідер групи олапа, починав виконання пісні меле, яке нагадувало монотонне читання. Згодом до нього підключався сам куму, як і всі танцюристи. Основним мотивом для пісень були різні історії кохання, а також звернення до природних сил і до природи в цілому.
Танець супроводжувався грою на традиційних гавайських інструментах:
- іпу — гавайський барабан з гарбуза;
- іпу-хеку — подвійний гавайський барабан з гарбуза;
- паху — барабан з мембраною з акулячої шкіри;
- пуніу — маленький колінний барабан, який робився з твердої шкаралупи кокоса, з мембраною з риб'ячої шкіри;
- іліїлі — вулканічний камінь, підточений водою, використовувався як кастаньєти;
- уліулі;
- пуїлі — бамбукові барабанні палички;
- калаау — палички для відбивання

При виконанні танцю танцюристи носили спеціальний одяг. Жінки одягали спідницю пау (гав. pā'ū), залишаючись з оголеними грудьми. Виконавиці також прикрашали себе численними браслетами (в тому числі, ножними), намистами, а також гавайською прикрасою леї. Чоловіки ж одягали пов'язки на стегнах, або мало (гав. malo), і різні прикраси.

## Хула ауана

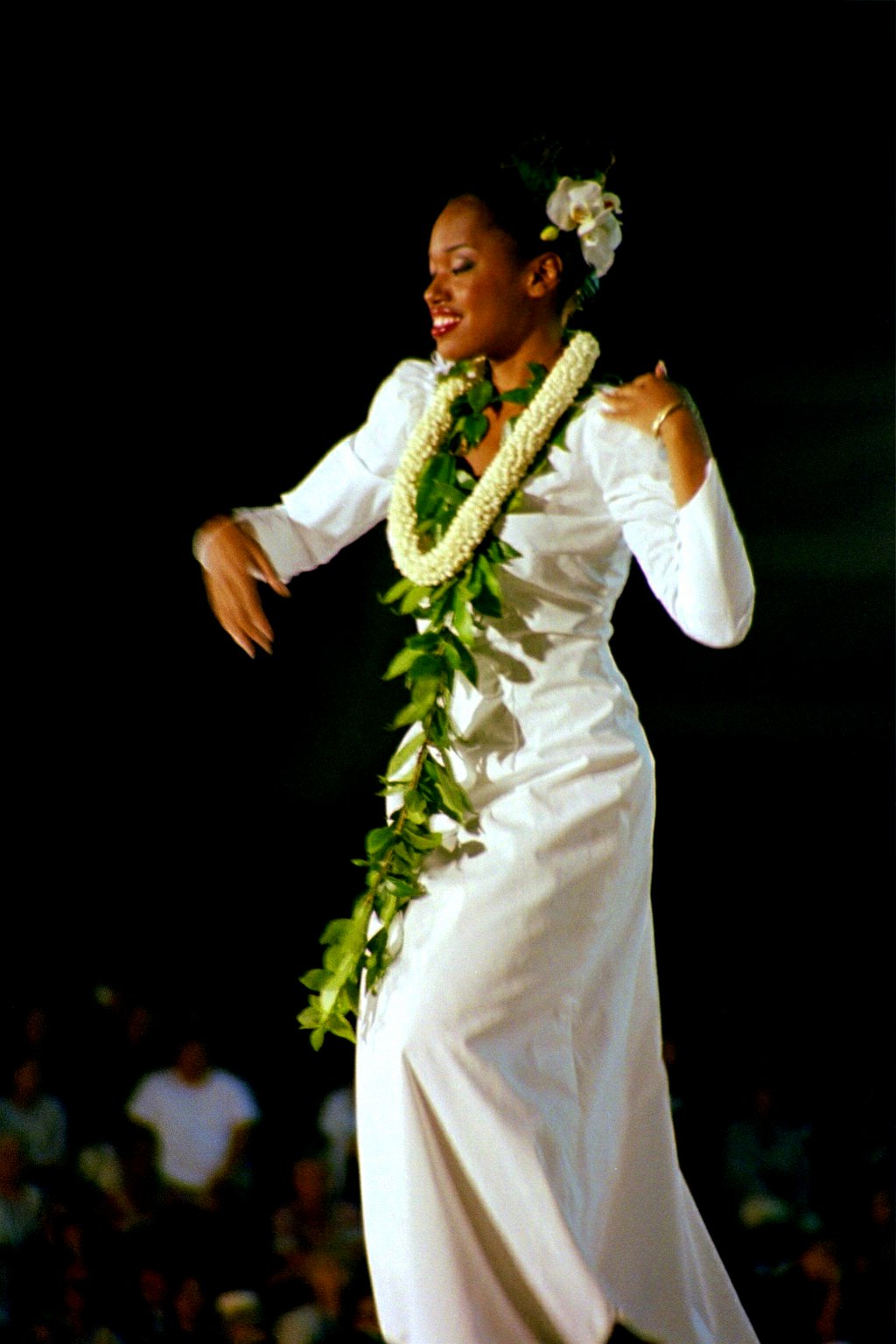
Хула ауана.

Сучасний різновид хули являє собою синтез стародавніх форм танцю з західною практикою. Найзначніший вплив на танець зробила християнська мораль, а також західна музика. Хоча основною темою ауана залишаються різні історії, проте як мотив можуть обрані сучасніші події. В той же час костюми виконавців стали менш відвертими.
Танець супроводжується музикою на таких сучасних інструментах як:
- Укулеле, або гавайській гітарі;
- гітарі;
- електрогітарі;
- Різних басових інструментах.